# Kalmoesfamilie
De kalmoesfamilie (Acoraceae) is een familie van eenzaadlobbigen. Deze familie wordt pas sinds kort algemeen erkend, met name in het APG-systeem (1998) en het APG II-systeem (2003). De familie omvat slechts één genus (Acorus), van hooguit een half dozijn soorten. Dit genus werd traditioneel, bijvoorbeeld door het Cronquist-systeem (1981), ingedeeld in de aronskelkfamilie (Araceae).
In Nederland komt slechts één soort voor: kalmoes (Acorus calamus). 

## Geslachten[1]
- Acorus L.